# ورلو (بابوشنیتسا)
ورلو (به صربی: Vrelo) یک منطقهٔ مسکونی در صربستان است که در Opština Babušnica واقع شده‌است. ورلو ۱۴۱ نفر جمعیت دارد.